# Estación de El Prat de Llobregat
Prat de Llobregat es una estación ferroviaria situada en el municipio español de Prat de Llobregat muy cerca de Barcelona. Dispone de servicios de Media Distancia. Forma parte también de la línea R2 de Cercanías Barcelona, tanto en su trayecto principal como en sus variantes norte y sur. Ofrece una conexión con la línea 9 del Metro de Barcelona a través de la estación de Prat Estación.

## Situación ferroviaria
La estación se encuentra en el trazado de las siguientes líneas férreas:
- Línea férrea de ancho ibérico que une Madrid con Barcelona, punto kilométrico 670,0.[1]
- Línea férrea de ancho ibérico que une Barcelona con el aeropuerto de Barcelona, punto kilométrico 6,7.[1]
- Línea férrea de ancho internacional y alta velocidad Madrid-Zaragoza-Barcelona-Frontera francesa, punto kilométrico 612,9.[1]

## Historia

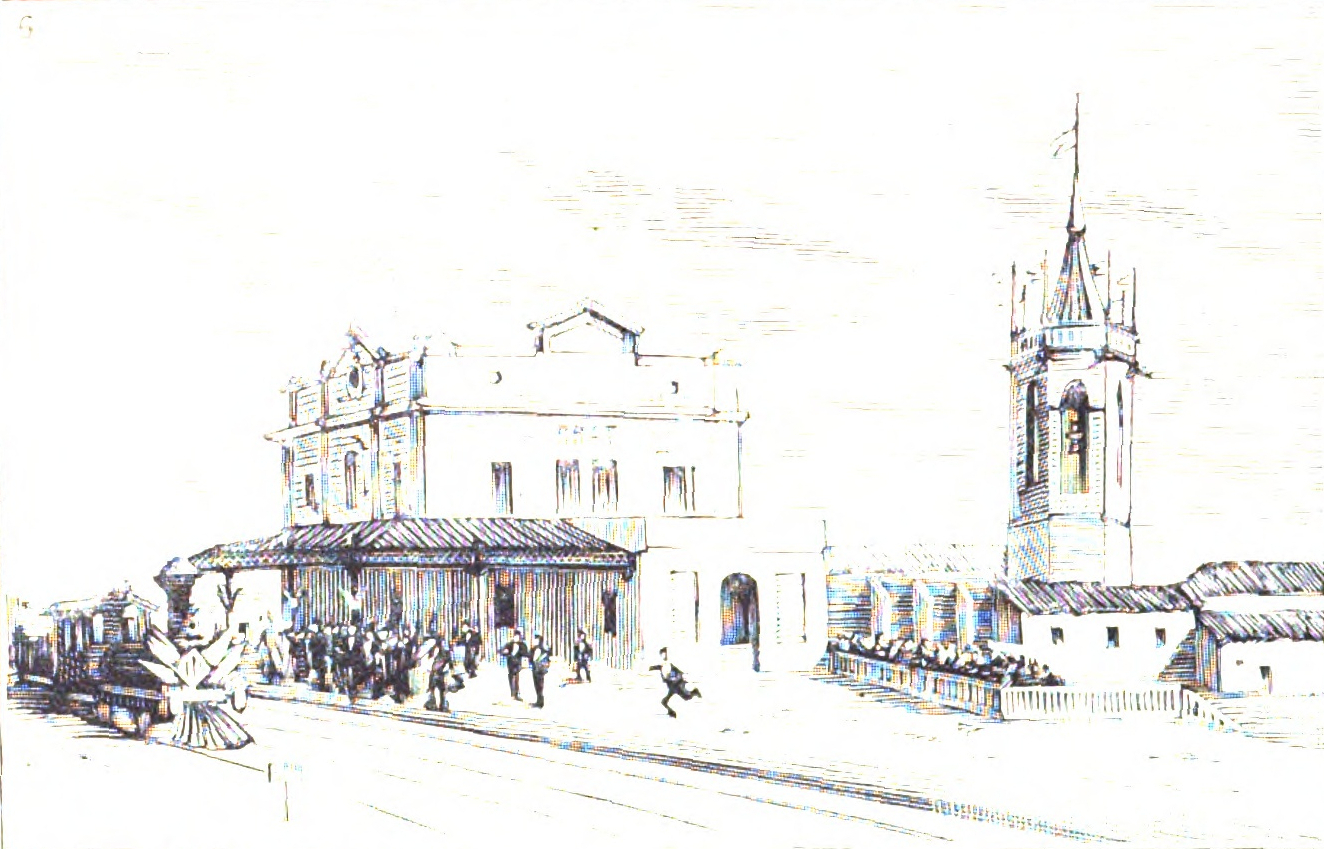
Antigua estación de Prat durante la inauguración de la línea Barcelona-Villanueva y Geltrú

La primitiva estación fue inaugurada el 29 de diciembre de 1881 con la apertura del tramo Barcelona-Villanueva y Geltrú de la línea férrea que buscaba unir Barcelona con Picamoixons-Valls. Para ello se constituyó, como era práctica habitual una compañía a tal efecto que respondía al nombre de Compañía del Ferrocarril de Valls a Vilanova y Barcelona. En 1881, la titular de la concesión cambió su nombre a compañía de los Ferrocarriles Directos de Madrid y Zaragoza a Barcelona persiguiendo con ello retos mayores que finalmente no logró alcanzar ya que acabó absorbida por la Compañía de los ferrocarriles de Tarragona a Barcelona y Francia o TBF en 1886. Esta a su vez acabó en manos de la gran rival de Norte, MZA, en 1898. MZA mantuvo la gestión de la estación hasta que en 1941 se produjo la nacionalización del ferrocarril en España y todas las compañías existentes pasaron a integrarse en la recién creada RENFE. 

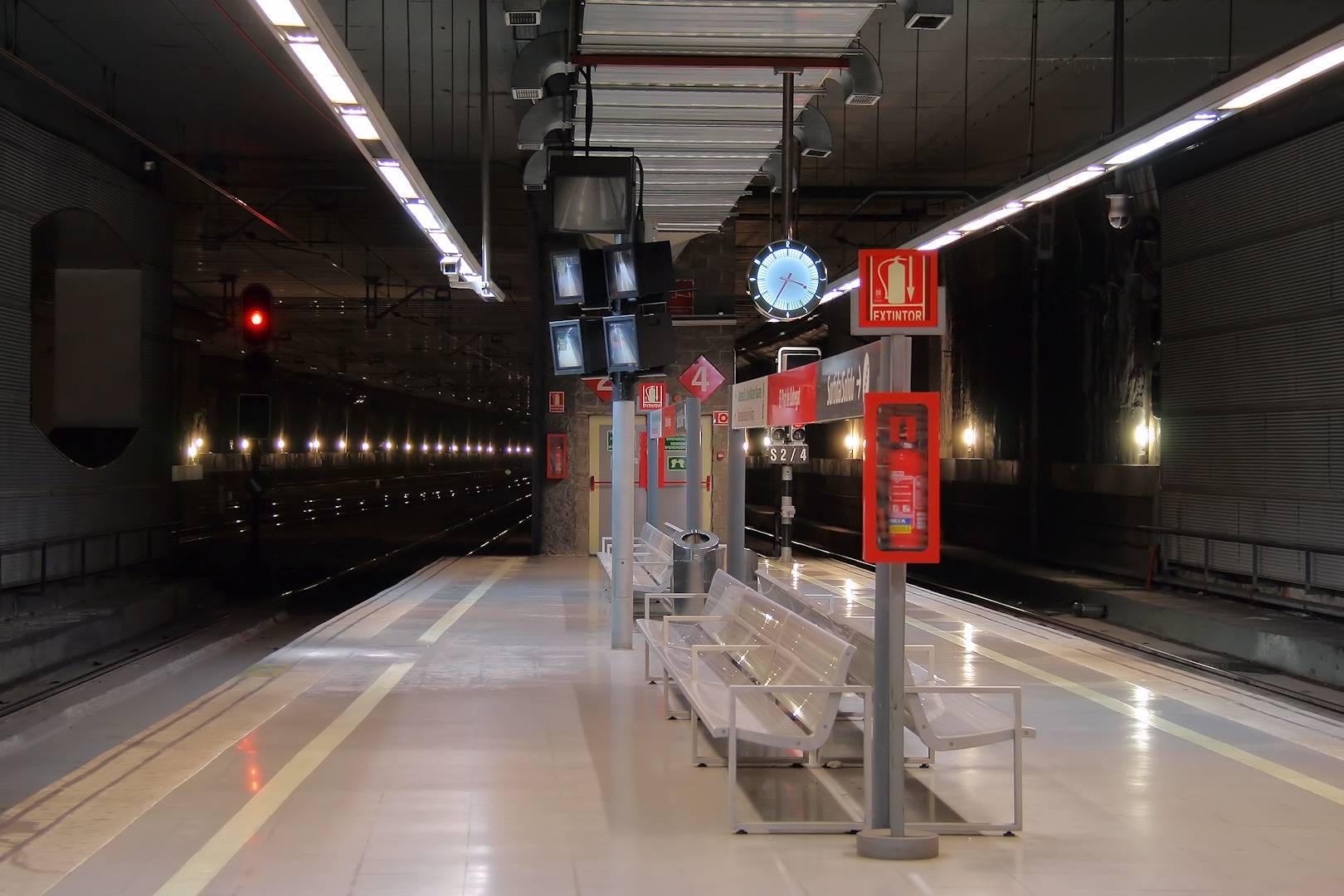
Estación de El Prat de Llobregat.

El 4 de abril de 2006 la antigua estación fue sustituida por un edificio provisional mientras se realizaban las obras de la nueva estación soterrada que se puso en marcha el 24 de marzo de 2007. La misma compuesta por 4 vías de ancho convencional y 4 de ancho internacional aptas para la alta velocidad suponen el primer paso hacia una gran intercambiador de transportes donde confluirán, alta velocidad, tráfico de media distancia y de cercanías, varias líneas de metro y de autobuses.

## Servicios ferroviarios

### Media Distancia
Los únicos servicios de Media Distancia que hacen parada en la estación enlazan Barcelona con Reus. 
| Línea MD | Trenes   | Origen/Destino |  | Destino/Origen | Equivalente Rodalies de Catalunya |
| -------- | -------- | -------------- |  | -------------- | --------------------------------- |
| 36       | Regional | Reus           |  | Barcelona      |                                   |

### Cercanías
Forma parte también de la línea R2 operada por Renfe Operadora tanto en su trayecto principal como en sus variantes norte y sur.
No todos los trenes de la línea R2 Sud paran en esta estación, solo los que van a Estación de Villanueva y Geltrú.
| << cabecera                    | < estación | línea | estación > | cabecera >>                   |
| ------------------------------ | ---------- | ----- | ---------- | ----------------------------- |
| Rodalies de Catalunya de Renfe |            |       |            |                               |
| Aeropuerto                     | Aeropuerto |       | Bellvitge  | San Celoni Massanet-Massanas  |
| Castelldefels                  | Viladecans |       | Bellvitge  | Granollers Centro             |
| Villanueva y Geltrú            | Viladecans |       | Bellvitge  | Barcelona-Estación de Francia |